# Wartburg (rose)
Pour les articles homonymes, voir Wartburg.
'Wartburg' est un cultivar de rosier grimpant obtenu en 1910 par le rosiériste allemand Hermann Kiese (1865-1923), vivant alors en Thuringe près d'Erfurt. Cet hybride de Rosa multiflora est issu d'un semis de 'Tausendschön' (Kiese, 1906). Il doit son nom à la Wartburg, château-fort de Thuringe dans lequel Luther se réfugia de mai 1521 à mars 1522 et commença à traduire la Bible.

## Description
Ce rosier grimpant vigoureux, au feuillage vert clair, atteint de très grandes dimensions puisqu'il peut monter jusqu'à 601 cm et facilement au-delà de 500 cm. Il peut aussi être conduit en un volumineux buisson. Il présente de juin à juillet de petites fleurs pleines rose carmin (26-40 pétales très ourlés), en de multiples grands bouquets, qui peuvent refleurir avec parcimonie à la fin de l'été ou au début de l'automne. C'est un rosier apprécié pour sa floraison exubérante et sa très grande rusticité, puisqu'il résiste à des hivers très froids (zone de rusticité 4b-9b).   

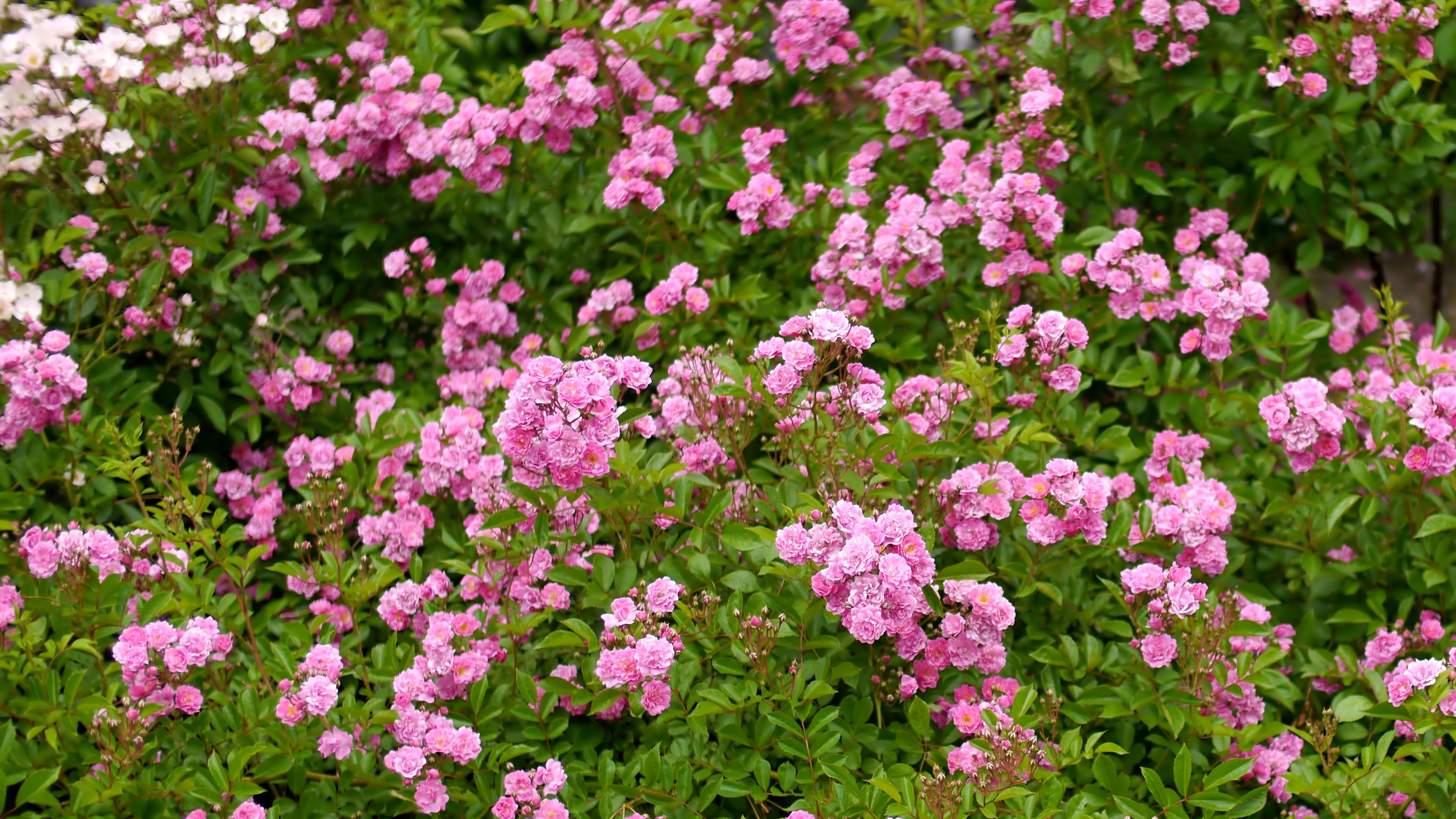
Buisson de 'Wartburg' au festival de Kani au Japon.

On peut notamment l'admirer à l'Europa-Rosarium de Sangerhausen.